# Єннерсдорф
Єннерсдорф або Женавці (нім. Jennersdorf, хорв. Ženavci) — місто, окружний центр у федеральній землі Бургенланд, Австрія.
Входить до складу округу Єннерсдорф. Населення становить 4255 чоловік (станом на 31 грудня 2005 року). Займає площу 37,92 км².

## Політична ситуація
Бургомістр — Томас Вільгельм (АНП) за результатами виборів 2007 року.
Рада представників комуни (нім. Gemeinderat) має 25 місць:
- АНП — 15 місць.
- СДПА — 6 місць.
- Зелені — 2 місця.
- АПС — 1 місце.
- Партія BLP — 1 місце.

## Виноски
- www.jennersdorf.eu — офіційний сайт «Єннерсдорф».  (нім.)